# Kumbia Queers
Kumbia Queers es un grupo musical argentino integrado por lesbianas, formado en Buenos Aires en el año 2007. Su estilo es una fusión de punk rock con cumbia y música tropical.
La esencia de Kumbia Queers radica en su enfoque refrescante y experimental de la cumbia. Fusionan ritmos tradicionales de cumbia con letras audaces y provocativas, creando una mezcla única que resuena en una audiencia diversa. Su música refleja la diversidad cultural y la apertura a la experimentación sonora.
Kumbia Queers aborda temas sociales y políticos en sus letras, destacando la igualdad de género, la diversidad y la aceptación. Sus canciones a menudo critican las normas tradicionales y desafían estereotipos, contribuyendo a la creación de un espacio inclusivo en la música.

## Historia
El proyecto se gestó en 2007, con la unión de las bandas She-Devils, Happy Makers de Argentina y la vocalista mexicana Ali Gua Gua de la agrupación Las Ultrasónicas. Como cada agrupación ya tenía hasta 2007, una trayectoria importante en la escena del rock latino, se juntaron con la idea de hacer covers de artistas como The Cure, Madonna, Ramones y Black Sabbath en versión cumbia; agregándoles letras con temática queer, humor, críticas a la sociedad conservadora y a la violencia hacia las mujeres.  En ese mismo año, editaron de forma independiente su primer trabajo discográfico, titulado Kumbia nena!. 
Con su tercer álbum de 2012, el grupo se dirigió principalmente a sus propias canciones y letras. En ese mismo año, durante 27 días, tocaron en Estocolmo y Madrid, realizando un total de 25 conciertos.
En 2014, Kumbia Queers fueron invitadas por el jurado del Festival SXSW. En ese mismo año realizaron una gira por Estados Unidos. En el verano de 2015, las Kumbia Queers volvieron a Europa y cambiaron la formación sin Ali Gua Gua, editando el disco Canta y no llores.Su álbum más reciente es La Oscuridad Bailable, donde además de cumbia y punk incorporan beats y bases electrónicas. En abril de 2024 la banda inauguró la muestra "Paraíso Tropipunk", que recorre 17 años de historias, discos, afiches, remeras y una gran cantidad de objetos artísticos realizados por fans, junto a acciones políticas, registros de marchas, shows con bandas punks, de cumbia, y conversatorios queer. 
La banda es especialmente conocida no solo en Argentina, sino también en Chile, España, Estados Unidos, México, Japón, Canadá, entre otros lugares donde realizaron presentaciones multitudinarias.
Entre sus canciones más difundidas, se encuentran: «Feriado nacional», «Chica del calendario», «Mientes», «Gascón», «Daniela», «Celosa», «Contradicciones», etc.

## Integrantes
Última formación

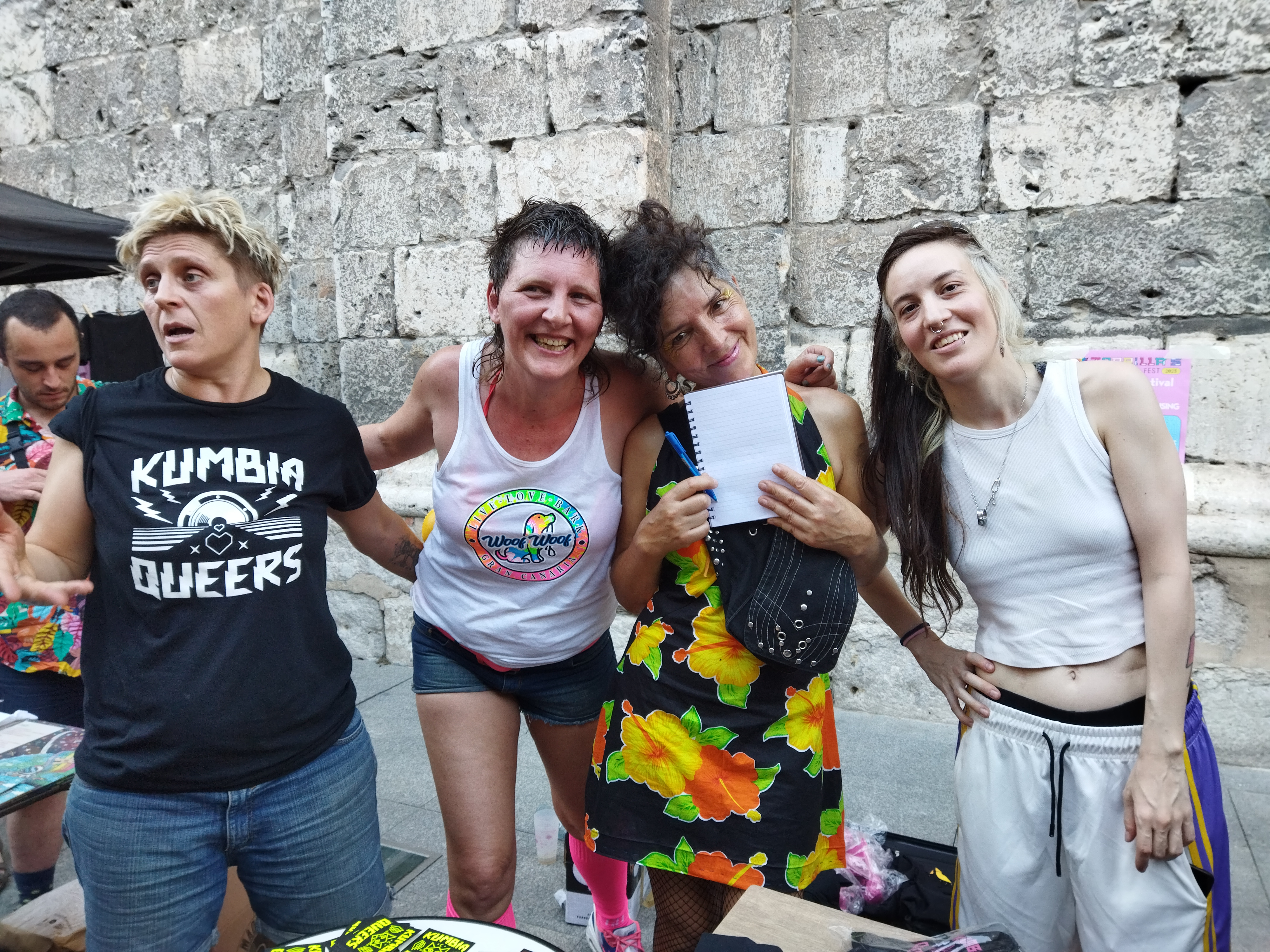
Kumbia Queers en el Zorrilla's Fest 2023 en Valladolid

- Guitarra: Pilar Arrese (a.k.a Pila Devil)
- Batería: Inés Laurencena
- Bajo: Patricia Pietrafesa (a.k.a Pat)
- Voz: Juana Rosenbaum (a.k.a Juana Chang)
- Teclados: Florencia Lliteras (A.k.a Flor Linyera)

Exintegrantes
- Voz/percusión: Ali Gua Gua

## Discografía
- 2007: Kumbia nena!
- 2010: La gran estafa del tropipunk
- 2012: Pecados Tropicales
- 2015: Canta y no llores
- 2019: La oscuridad bailable